# Temognatha fortnumii
Temognatha fortnumii es una especie de escarabajo del género Temognatha, familia Buprestidae. Fue descrita científicamente por Hope en 1843.